# Соколій
Соколі́й — село у Путильській селищній громаді Вижницького району Чернівецької області України.

## Географія
У селі струмок Листовець впадає у річку Путилку.

## Населення

### Мова
Розподіл населення за рідною мовою за даними перепису 2001 року:
| Мова       | Кількість | Відсоток |
| ---------- | --------- | -------- |
| українська | 362       | 99.46%   |
| російська  | 1         | 0.27%    |
| білоруська | 1         | 0.27%    |
| Усього     | 364       | 100%     |